# 玉昭令
《玉昭令》（英語：Yu Zhao Ling），2021年中国大陆宋朝古装电视剧，改编自尾鱼小说《开封志怪》，由张艺上、官鸿、王一菲领衔主演。本劇分兩季播出，第一季於2021年3月30日首播，第二季于2021年5月10日首播，两季均由爱奇艺播出。

## 剧情简介
第一季
蓬莱上仙端木翠主动请缨管理人间的异族，却在启封城结识了总捕头展颜。两人从意见分歧到合作判案，这一人一仙却跨界暗恋彼此。后来，端木翠记起千年前与毂阊的爱恨纠葛，在江文卿的驱使下开启了沉渊之地，展颜身入沉渊，誓要救回端木翠。在阴谋下，展颜是否能唤回端木翠。。。
第二季
端木翠和展颜进入沉渊后，端木翠失去记忆，而江文卿的到来使展颜和端木翠卷入一场绝世阴谋中。展颜是否能够和端木翠联手破解局，共建三界太平。

## 播出时间
| 頻道   | 所在地   | 日期                                                                 | 時間  | 備註                                     |
| 爱奇艺 | 中国大陆 | 第一季 2021年3月30日-2021年5月4日 第二季 2021年5月10日-2021年5月31日 | 20:00 | 星期一至星期三各更新2集，会员抢先观看6集 |

## 演员列表

### 主要演员
| 演員   | 角色      | 介紹 | 配音演员 |
| 张艺上 | 端木翠    | 細花流門主 心怀苍生守护正义、行事不羁敢爱敢恨。作為千年前的女将军，在千年前是江易的義女，也是楊鑒的義妹，端木翠是令人闻风丧胆的女将，在某次战争中身亡，后成仙来此捉妖，活了数千年，直到遇到了展颜才有了真正的快乐。幼时受过创伤，后来失忆，因為創傷，讓她特別怕蚊蟲，不喜歡下雨天，而且還是個超級大路癡。性格上大大咧咧，身为细花流的门主，下界捉拿幽族。端木翠性格飒爽不羁，身为女上仙，她敢当大任，救天下苍生于水火。 端木翠是个非常勇敢的女子，曾在战场上磨砺，拥有极高的胆量和智慧，也因为历经沧桑，所以她心胸开阔，不纠结于点滴小事。在外人看来，她是个功力强大的捉妖师，任何妖精都得避而远之。她是个深情的女子，后来展颜生命垂危，端木翠冒着危险对调了两个人的性命，可见与展颜都是至情至性之人。 | 乔诗语   |
| 官鸿   | 展顏      | 啟封府神捕頭 英姿俊朗，玉面捕快。与端木翠的相处当中慢慢喜欢上了这个姑娘 展顏是个凡人，而端木翠则是个仙人，他虽然喜欢端木翠，但因为知道仙人与人类是不可能恋爱的，所以并不强求这份爱情得到回音，他是个理智且拥有大爱的人。他十分珍惜能够与端木翠团聚的日子，即便在端木翠走后，他也没有因心灰意冷而沉沦堕落，喜欢一个人不如就变成更好的自己吧，他这样想道。后来端木翠性命危急，为了能够让端木翠恢复，他像四处求人帮忙祈福，放低自己的姿态，态度诚恳地希望端木翠可以被救护。后来端木翠复活，但却失去了长生不老的能力。展颜愿意陪伴她度过余生。 | 苏尚卿   |
| 王一菲 | 紅鸞      | 幽族中的桃花魅 温婉娇柔，惹人怜爱。原本只是幽族的一只桃花妖，与温孤、端木都颇有渊源，后逃出，来到细花流，喜欢温孤，她守护了温孤余苇千年，只为温孤余苇能多看她一眼，但是温孤余苇喜欢的是端木翠。但是在她和善的面目之下似乎藏着另一幅面具。 | 杨婧     |
| 古子成 | 温孤苇余  | 細花流大夫/幽族二皇子太敖 面容清雅，温润如玉。温孤是神医，守护端木翠千年，心繫端木翠，千年前没有见到端木的最后一面，于是满心愧疚，后一心一意对待端木翠，却不料端木翠的目光却放在了那个凡人的身上。 | 凌飞     |
| 敖子逸 | 江墨/黑貓 | 表面上单纯天真，实际上腹黑有心机，本体是一只小黑猫。千年前江易收养的黑猫，后修炼成人型，执着于让江易封神。 | 锦鲤     |

### 啟封城
| 演員   | 角色         | 介紹 | 配音演员 |
| 赵柯   | 江夫人       | 啟封府江大人的夫人 展顏跟上官策的乾娘。                                                                                                 | 路熙然   |
| 谢君豪 | 江易/江文卿  | 啟封府尹 展顏跟上官策的義父。江文卿是启封府的江大人，平时与夫人关系相敬如宾，在处理案件上能够秉公执法，是启封府的顶梁柱。               | 敖磊     |
| 杨泽   | 上官策       | 啟封府主簿師爺 启封府人，是展颜的好兄弟，同时也是一样的拜了夫人作为娘亲，性格温文尔雅，在面对展颜的事情上有自己的一番想法，经常被催婚。 | 陈张太康 |
| 黑泽   | 赵武         | 啟封府右副手 启封府的男捕快，喜歡张珑，是展颜的手下。                                                                                   | 谷江山   |
| 王艺诺 | 张珑         | 啟封府左副手 启封府的女捕快，平时只知道打打杀杀与练习武艺，是展颜的手下。                                                               | 李雪娇   |
| 柳扬   | 成偶         | 啟封城副手 |          |
| 阮浩棕 | 朱然         | 啟封城副手 |          |
| 郭军   | 李松柏       | 錦繡織坊老闆 李琼香的父親。 |          |
| 孫雪寧 | 李琼香       | 錦繡織坊千金 剛開始喜歡展顏，後因察覺端木對展顏的情意，選擇退出，成為展顏的義妹。                                                       | 徐佳琦   |
| 王曦苒 | 蕊儿         | 錦繡織坊婢女 被幽族使者殺死。 |          |
| 张棪琰 | 展母         | 展顏親生母親 在展顏小時候被殺害。 |          |
| 苑琼丹 | 老鸨         | 天香楼的老鸨 |          |
| 曹曦月 | 梦蝶         | 啟封城盲女 雙眼失明，与镜精结了不解之缘，后镜精用修行换了梦蝶光明，愛上鏡精。                                                           | 李诗萌   |
| 杨昆   | 刘婆婆       | 刘大妹刘小妹的母親。 |          |
| 权沛伦 | 張生         | 很會說甜言蜜語，後被魑女帶著一起死。 |          |
| 胡小庭 | 天香樓老闆娘 | |          |
| 刘嘉格 | 刘大妹       | |          |
| 刘嘉芮 | 刘小妹       | |          |
| 朱嘉镇 | 王員外       | |          |
| 蒋林燕 | 王夫人       | |          |
| 洪潇   | 郑巧儿       | |          |
| 刘嘉芮 | 刘小妹       | |          |

### 天族
| 演員   | 角色      | 介紹 | 配音演员 |
| 韩栋   | 杨鉴      | 司法星君 千年前還是人類時是江易的義子，端木翠的義兄，极度偏袒端木翠。是端木翠的兄长，满心满意为端木翠着想的上仙，是一枚妥妥的妹控。 | 魏超     |
| 姚清仁 | 岳老/月老 | 蓬萊月老 專門替凡人牽紅線。 |          |
| 姜瑞霖 | 小天      | 蓬萊麒麟 天族神獸，常跟杨鉴身旁，像極一對父子。                                                                                     |          |
| 邓立民 | 华佗      | 蓬萊神醫 |          |
| 罗二羊 | 司命星君  | 蓬萊星君 |          |
| 林以政 | 南极星君  | 蓬萊星君 |          |
| 李中华 | 河上星君  | 蓬萊星君 |          |
| 高玉庆 | 北极星君  | 蓬萊星君 |          |

### 幽族
| 演員     | 角色      | 介紹                                                                                          | 配音演员 |
| 阮圣文   | 越龙门    | 幽族長老 变色龙，幽族长老，胁迫利用众幽族寻找蓬莱图，要打破九狱禁锢，释放幽族。               |          |
| 董馨     | 鶴雪      | 幽族妖精 原型是一隻鶴，心地善良。                                                             |          |
| 王瑞子   | 翠玉/魑妖 | 幽族魑女 表面上是妓馆的头牌，实际上是一位幽族，因痴心凡人而吸食人血维持容貌，后被端木翠所杀。 |          |
| 书亚信   | 鏡精      | 幽族妖精 镜妖，深爱梦蝶，原本无形后为了与梦蝶相守制造梦境，最后以功力让梦蝶重见光明。         |          |
| 洪士雅   | 刘喜妹    | 幽族妖精 蚕魅                                                                                 |          |
| 王皓祯   | 太子尾龙  | 幽族太子                                                                                      |          |
| 洪浚嘉   | 公蚊蚋    | 幽族妖精                                                                                      |          |
| 滕旋     | 母蚊蚋    | 幽族妖精                                                                                      |          |
| 董李无忧 | 小公蚊蚋  | 幽族妖精                                                                                      |          |
| 艾米     | 小母蚊蚋  | 幽族妖精                                                                                      |          |

### 人族
| 演員   | 角色   | 介紹                                                                            | 配音演员 |
| 陈汛   | 毂闾   | 人族將軍 與端木翠從小有婚約，要以崇城成為聘，迎娶端木翠，不料整營全被幽族殺死。 |          |
| 高凯   | 虞都   | 端木營唯一的男丁。                                                              |          |
| 夏添   | 高伯蹇 | 人族將軍之一。                                                                  |          |
| 武麟   | 成乞   | 高伯蹇副手。                                                                    |          |
| 于潼   | 阿弥   | 端木將軍副手 千年前當端木還是人族的時候跟端木從小一起長大。                     |          |
| 田璐菡 | 若男   | 端木將軍副手之一。                                                              |          |

### 其他演员
| 演員   | 角色     | 介紹       | 配音演员 |
| 郑国霖 | 商父     |            |          |
| 冯波   | 商母     |            |          |
| 刘智扬 | 刘彪     | 汶水縣法師 |          |
| 刘萌萌 | 虞山望姬 | 端木翠之母 |          |

## 电视剧歌曲
| 曲序 | 曲目             |              | 作曲   | 编曲     | 演唱           |
| ---- | ---------------- | ------------ | ------ | -------- | -------------- |
| 1.   | 情殤（片尾曲）   | 潇彬、安以陌 | 陆虎   | 余威     | 金志文         |
| 2.   | 勿忘（插曲）     | 吴剑中       | 陆虎   | 欧阳箐宇 | 陆虎           |
| 3.   | 烟火人间（插曲） | 翟剑、安以陌 | 陆虎   | 杨艺     | 陆虎、小时姑娘 |
| 4.   | 白首同倦（插曲） | 张靓         | 栗锦   | 张艺     | 不才、栗锦     |
| 5.   | 念未别（插曲）   | 张靓         | 邓智伟 | 叶澍晖   | 张紫宁         |